# Sant Jaume d'Orpesa
L'Església Parroquial de Sant Jaume Apòstol, situada en la Poma formada pels carrers Goya i Pizarro, d'Orpesa, a la comarca de la Plana Alta, és un edifici catalogat, de manera genèrica, com Bé de Rellevància Local, segons la Disposició Addicional Cinquena de la Llei 5/2007, de 9 de febrer, de la Generalitat, de modificació de la Llei 4/1998, d'11 de juny, del Patrimoni Cultural Valencià (DOCV Núm. 5.449 / 13/02/2007), amb codi: 12.05.085-002.
Pertany a la Diòcesi de Sogorb-Castelló.

## Història
Orpesa ja presentava població humana en l'Edat de Pedra, malgrat que els primers documents en els quals es parla d'això són part de la literatura romana, en els quals es fa referència a grans contingents de íberos que habitaven en aquesta zona de la costa. Això està d'acord amb les restes arqueològiques d'aquesta cultura descobertes en el jaciment arqueològic conegut com a “Orpesa la Vella”.
Com a moltes altres zones costaneres del Mediterrani, la població va ser configurant la fisonomia de la zona d'esquena al mar, potser a causa de la presència de pirates i hordes mercenàries d'almoràvits, que van estar assaltant la zona durant els primers anys del segle xii, la qual cosa va poder ser el motiu de quedar pràcticament despoblat fins a la concessió la carta de poblament el 5 d'abril de 1589.
En la carta de poblament s'observa la preocupació per la construcció d'una església en la mateixa població, ja es parla de la necessitat que els pobladors de la zona comptin amb el necessari per realitzar el “culte diví”. D'aquesta forma Micer Gaspar Mascarós va donar un edifici, que havia estat utilitzat com a hostal, així com tots els ornaments que es necessitessin i que anteriorment eren part del patrimoni de l'antiga església que es va construir en l'inici de la seva existència com a població cristiana (després de la conquesta per les de Jaume el Conqueridor), la qual es va conservar com a capella de La nostra Senyora de la Defensa, amb els ornaments imprescindibles per poder celebrar i dir missa o bé fer alguna amb oficis.
A l'edifici donat es va establir la que es cridaria parròquia de Sant Jaume, que durant segles va estar en aquest lloc, fins que l'any 1960 es va dur a terme el seu trasllat a un nou punt de la ciutat on es va elevar un temple de nova construcció.
L'actual església es va començar a construir en 1965 pel reverend Juan Bayarri, es va concloure la seva obra en 1971, sota la direcció del reverend Luis Gascó, segons consta en una placa commemorativa d'aquests fets.